# ایزو کنموتسو
ایزو کنموتسو ورزشکار مرد رشتهٔ ژیمناستیک اهل کشور ژاپن است. وی در بین سال‌های ‎۱۹۶۸ تا ۱۹۷۶ میلادی در مسابقات بازی‌های المپیک تابستانی در مجموع ۹ مدال، شامل ۳ مدال طلا ، ۳ نقره و ۳ برنز را کسب کرد.